# Kollision der Venoil und Venpet
Die Kollision der Venoil und Venpet war ein Seeunfall, bei dem am 16. Dezember 1977 gegen 09:30 Uhr vor der Südküste Südafrikas in dichtem Nebel die beiden ULCC-Tanker Venoil und Venpet kollidierten; die Venoil war mit 250.000 t Röhöl beladen, die Venpet fuhr in Ballast. Der Unfall hat Ähnlichkeit mit der Kollision der Andrea Doria und der Stockholm, ebenfalls in dichtem Nebel. Der Unglücksort lag circa 25 Seemeilen vor der Südküste Südafrikas zwischen den beiden Häfen Mossel Bay und Port Elizabeth in der Nähe der von dem südafrikanischen Ölunternehmen Soekor gecharterten Bohrinsel Sedco K. Bis heute, Juni 2021, ist die Kollision nach beteiligter Tonnage, zusammen 660.000 tdw, die größte jemals verzeichnete Schiffskollision.

## Vorgeschichte
Die beiden Kollisionsgegner waren Schwesterschiffe. Sie gehörten der US-amerikanischen Reederei Venoil Incorporated, einer Tochter der Bethlehem Steel Corporation, die nur diese beiden in Liberia registrierten Schiffe besaß. Bei dem Unglück schlugen beide Schiffe leck und circa 26.300 m³ Rohöl wurden freigesetzt.
Beide Tanker wurden in Nagasaki, Japan, von Mitsubishi Heavy Industries gebaut, wobei die Arbeiten an der Venoil im Oktober 1972 und an der Venpet im Januar 1973 begannen. Die Schiffe wurden im März bzw. Juni 1973 zu Kosten von jeweils rund 28 Millionen US-Dollar fertiggestellt. Die Tragfähigkeit der Schiffe betrug 330.000 dwt. Sie wurden zu dieser Zeit als Very Large Crude Carriers (VLCC) klassifiziert. Die aktuelle Klassifizierung für Tanker über 300.000 dwt ist Ultra Large Crude Carriers (ULCC).

## Schiffskollision
Die Venoil war mit etwa 250.000 Tonnen Rohöl auf dem Weg vom iranischen Ölterminal auf Kharg Island nach Halifax, Kanada. Die Venpet befand sich ihrerseits in Ballast auf dem Weg von Halifax, wo sie zuvor ihre Ladung gelöscht hatte, nach Kharg Island. Beide Schiffe waren mit etwa 13,5 Knoten (25 km/h) unterwegs. Sie waren mit taiwanesischen Besatzungen besetzt.
Die Schiffe kollidierten am Morgen des 16. Dezember 1977 in dichtem Nebel, der die Sicht auf weniger als 400 m reduzierte. Laut einer Dissertation der World Maritime University in Malmö, Schweden, leiteten beide Schiffe ungenügende und falsche Maßnahmen zur Kollisionsvermeidung ein. Letztendlich führte ein falsches Manöver des letzten Augenblicks der Venoil nach Steuerbord zur Kollision. Der Steuerbordbug der Venoil kollidierte mit der Steuerbordseite der Venpet, wodurch ein etwa 14 m hohes und 55 m langes Loch oberhalb der Wasserlinie entstand. Beide Schiffe fingen Feuer, explodierten aber nicht. Die Flammen stiegen etwa 60 m in die Luft und der entstehende Rauch war bis zu 10 Seemeilen weit sichtbar. Die Kollision ereignete sich etwa 25 Seemeilen vor der Südküste Südafrikas zwischen Mossel Bay und Kap St. Francis. Das Seegebiet der Kollision ist für die starke Strömung des Agulhasstromes, starke Strömungswirbel starke bis stürmische, der Strömung entgegenstehende zumeist südwestliche Winde und damit schweren Seegang sowie speziell vor Port Elizabeth auftretende sehr hohe Dünung und Monsterwellen (Freakwaves) bekannt.
Bei der Kollision wurden der Steuerbord-Brennstofftank der Venpet und der Steuerbord-Ladungstanks Nr. 1 der Venoil schwerst beschädigt. Aus dem Treibstofftank der Venpet gelangten rund 10.000 m³ Brennstoff ins Meer. Die Menge des aus dem Ladungstank ausgelaufenen Rohöls betrug 16.300 m³ zusammen 26.300 m³. Ein Teil des ausgelaufenen Öls verbrannte, ein weiterer Teil verflüchtigte sich. Das übrige ausgelaufene Öl bildete einen 160 km langen Ölteppich, von dem ein Teil über 130 km an der südafrikanischen Küste von Mossel Bay bis Kap St. Francis angespült wurde.
Der Großteil der Besatzung der Venoil konnte ein Rettungsboot zu Wasser lassen; dreizehn Männer, die von den Flammen eingeschlossen waren, wurden per Hubschrauber gerettet. Zwei Männer verloren bei dem Vorfall ihr Leben. Zwei britische Handelsschiffe, der Massengutfrachter Jedforest und die Clan Menzies, retteten die verbliebenen Besatzungen der Venoil bzw. der Venpet. Die beiden Schiffe trieben zunächst in Richtung Küste. Nachdem die Brände erloschen waren, wurden die Havaristen von der Küste weg in den Agulhasstrom geschleppt, um zu verhindern, dass sie an der Küste auf Grund liefen und weiter austretendes Öl in Richtung der südafrikanischen Küste getrieben würde. Beide Schiffe wurden zwecks Öltransfer und zur Reparatur in die Algoa Bay bei Port Elizabeth geschleppt; die Venpet am 24. Dezember 1977 und die Venoil am 1. Januar 1978. Letztere war im Agulhasstrom südwestlich der Küste abgetrieben. Das restliche Rohöl der Venoil wurde auf den Tanker Litiopa umgeladen, der anschließend mit der Ladung nach Halifax fuhr. Die beschädigten Schiffe wurden für umfangreiche Reparaturen auf Werften in Japan gebracht.

## Bergung

### Bergung derVenpet

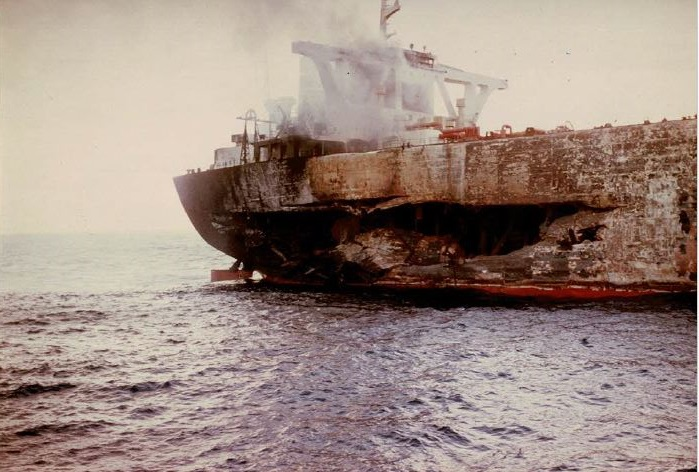
Aufbauten der Venpet in Brand. Riesiges Leck Stb.-achtern

Das niederländische Offshore-Versorgungsschiff Smit-Lloyd 109 der Reederei Smit-Lloyd unter der Führung des niederländischen Kapitäns Willem Kooi, wurde von der Bohrinsel Sedco K, des US-amerikanischen Bohrinselbetreibers South Eastern Drilling Co. aus als erstes Hilfsschiff zum 20 Seemeilen entfernten, brennenden, leeren Tanker Venpet entsandt, obgleich es wichtigen Zement zum Abschluss der gegenwärtigen Ölbohrung an Bord hatte. Die Smit-Lloyd 109 assistierte bei der Löschung der Brände im Brennstofftank und in den Wohnräumen und nahm dann die Venpet in Schlepp.

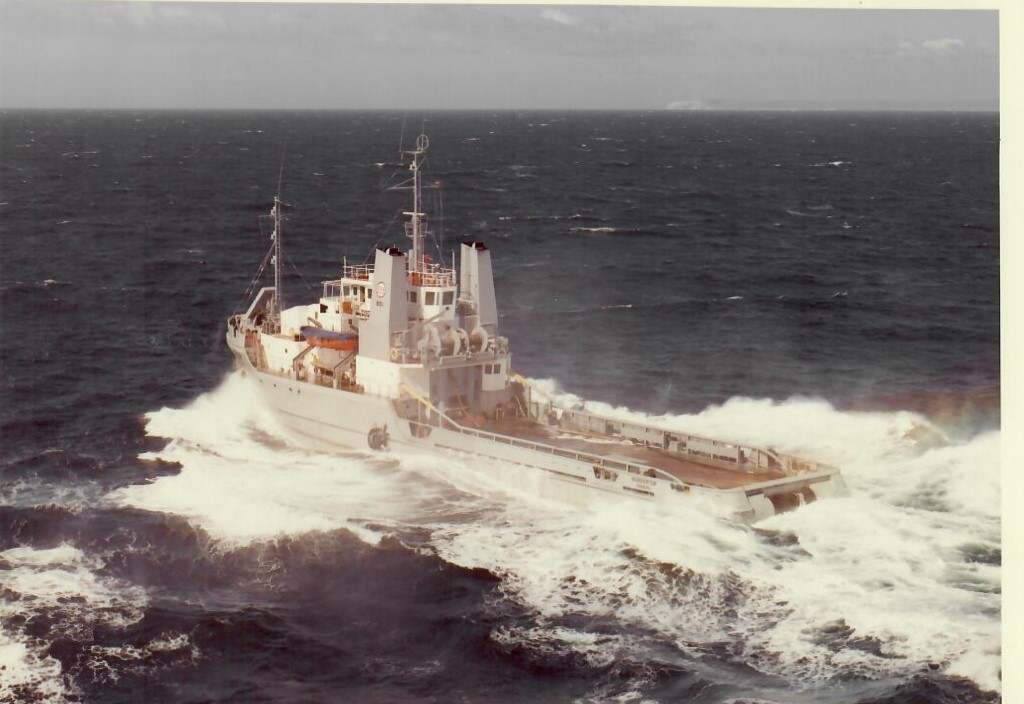
Boltentor

Der deutsche Bohrinselversorger Boltentor der Reederei VTG, Bremen, bzw. des Reedereiverbunds OSA zwischen VTG, Bremen, und DDG HANSA, unter der Führung von Kapitän Jörg D. Sträussler, wurde aus dem südafrikanischen Basishafen Mossel Bay abgerufen, um die Standby-Aufgaben der Smit-Lloyd 109 an der Bohrinsel zu übernehmen und Material zu übergeben. Nach Übergabe des Materials wurde die Boltentor zur Venpet beordert, um die Smit-Lloyd 109 abzulösen. Beide Schiffe, die Boltentor und die Smit-Lloyd als auch die Halbtaucher-Bohrinsel befanden sich in Charter der südafrikanischen Ölfirma Soekor.
Auf dem Weg zur Venpet passierte die Boltentor den inzwischen abgetriebenen Tanker Venoil und nahm diesen in Schlepp. Am 17. Dezember 1977 übergab die Boltentor die Venoil an den Bergungsschlepper Wolraad Woltemade der südafrikanischen Reederei Safmarine, um die Smit-Lloyd 109, wie ursprünglich geplant, bei der Venpet abzulösen. Die Smit-Lloyd 109 sollte den auf ihr befindlichen Zement zwecks Abschluss der Ölbohrung zur Bohrinsel Sedco K bringen.
Die Übergabe der Schleppleine zwischen den der Boltentor und der Smit-Llyod 109 erfolgte um 15:20 Uhr. Die Anordnung der südafrikanischen Regierung lautete, den Schleppzug circa 40 Seemeilen von der Küste zwischen Kap Seal und Kap St. Francis zu halten.
In den Folgetagen bis zum 22. Dezember 1977 scherte die Venpet aufgrund ihres hart Steuerbord liegenden Ruders immer wieder bis zu 90 Grad aus. Eine andere Ursache könnten auch die in dem Seegebiet vorherrschenden, sehr starken Strömungswirbel (Englisch Eddies) gewesen sein. Die Wolraad Woltemade hatte mit der Venoil ähnliche Schwierigkeiten. Der Schleppzug mit der Venpet erfuhr starke nordwestliche Versetzung. Aufgrund des sehr starken Agulhasstromes standen Boltentor und Venpet zeitweilig auf der Stelle und rollten durch starke Dünung, wie beispielsweise am 21. Dezember 1977 über acht Stunden mit Wellenhöhen von 20 bis 25 Metern, bis zu 30 Grad nach jeder Seite. Es bestand die Gefahr, dass das Schott zum Maschinenraum der Venpet brach, der Maschinenraum der Venpet volllief und der Havarist über das Heck absank. Die Boltentor fuhr mit voller Kraft und höchster Beanspruchung von Maschine und Schiff gegen See und Dünung, um das Rollen zu vermindern. Am 22. Dezember 1977 stellte die inzwischen von der Bohrinsel wieder für die Bergung freigestellte Smit-Lloyd 109 eine zusätzliche Schleppverbindung her, weil die südafrikanischen Behörden höhere Maschinenleistung zur Einfahrt in die Algoa Bay bei Port Elizabeth zur Bedingung machten.
Am Heiligabend des Jahres 1977 war die Venpet um 10:20 Uhr sicher in der Algoa Bay verankert. Die Schleppverbindung blieb vorerst bestehen. Um 10:50 Uhr des 26. Dezember 1977 war die Bergung offiziell beendet. Die Deviation von den Aufgaben bei der Bohrinsel Sedco K endete am 27. Dezember 1977.

### Bergung derVenoil

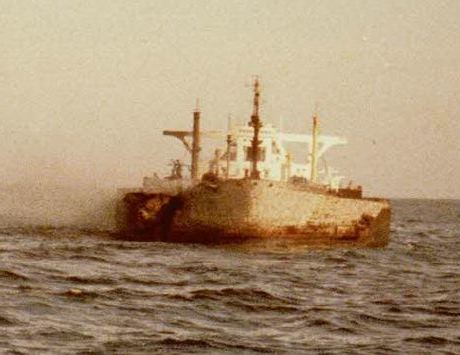
Die am Bug und Tank Nr. 1 beschädigte Venoil

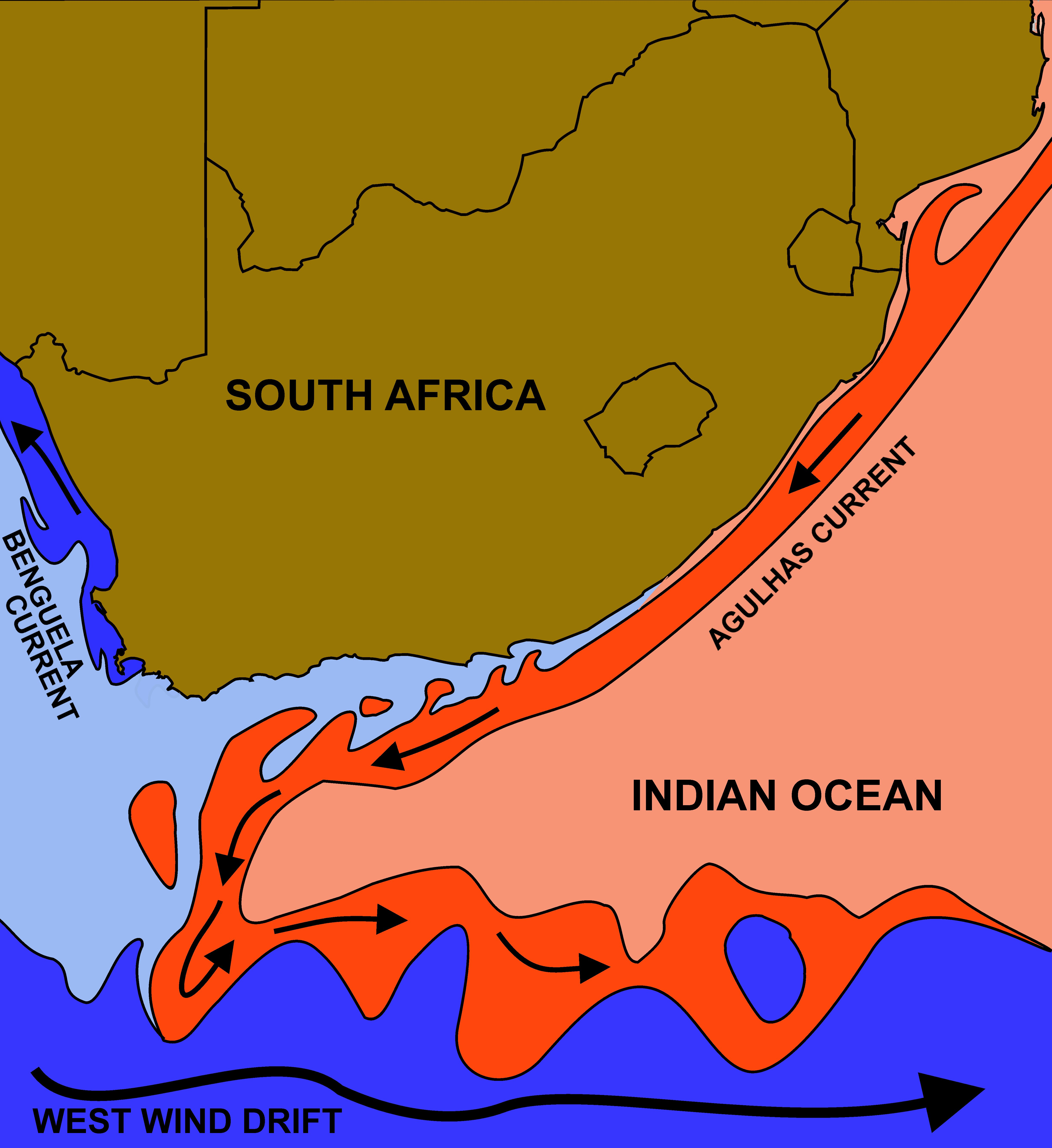
Agulhas-Plateau und Agulhas-Strom

Auf dem Weg zur Venpet passierte die Boltentor den inzwischen abgetriebenen Tanker Venoil. Dieser driftete mit circa einer Seemeile pro Stunde auf die südafrikanische Küste zu. Um weiteres Driften zur Küste – die Venoil driftete in Richtung der Garden Route, einem Tourismusgebiet Südafrikas – zu verhindern und eine Ölkatastrophe zu vermeiden, nahm die Boltentor die Venoil um 22:00 Uhr des 16. Dezember 1977 bei Windstärke 7–8 in Schlepp. Die Venoil wurde mit einer Geschwindigkeit von einem Knoten küstenparallel in Richtung Port Elizabeth geschleppt. Zeitweilig fuhr der Schleppzug durch einen dichten Ölteppich. Die Venoil hatte bei der Kollision mit ihrem Steuerbordbug das Steuerbordheck der Venpet beschädigt. Auf der Venoil wurde dabei der Steuerbord-Wing-Tank Nr. 1 schwer beschädigt. Ca. 16.300 m³ Rohöl liefen aus.
Um 12:30 Uhr des 17. Dezember 1977 übergab die Boltentor, deren Antriebsleistung 8.000 PS betrug, die Venoil an den Bergungsschlepper Wolraad Woltemade, den damals mit 24.000 PS größten Bergungsschlepper der Welt. Da der Bug der Venoil aufgrund der Kollision schwer beschädigt und das Vorschiff noch heiß vom Feuer an Bord war, wurde die Venoil, wie schon vorher durch die Boltentor, am Heck in Schlepp genommen. Der deutsche Kapitän des südafrikanischen Schleppers Wolraad Woltemade, Heinrich Nagel, berichtete bald darauf heftigstes Ausscheren der Venoil bis zu 90 Grad nach jeder Seite. Ein Bericht des südafrikanischen Forschungsinstituts National Research Institute of South Africa macht das über-das-Heck-Schleppen für das Ausscheren verantwortlich. Darüber hinaus gibt es in diesem Seegebiet, wie im Golfstrom vor der Atlantikküste Nordamerikas, heftigste Strömungswirbel (Eddies), die auch zum Ausscheren beigetragen haben könnten. Die Venpet im Schlepp der Boltentor erfuhr gleichermaßen mehrfaches heftigstes Ausscheren.
Am Abend des 20. Dezember 1977 frischte der Wind aus südwestlicher Richtung auf. Der Kapitän der Wolraad Woltemade berichtete, dass es nicht möglich sei, den Schleppzug in eine andere Richtung als Südosten zu schleppen. Zu diesem Zeitpunkt wurde der Schleppzug vom stärksten Teil des Agulhasstroms erfasst und trieb nach Südwesten in Richtung südlich des Kaps der Guten Hoffnung.
Am 23. Dezember 1977 wurde zur Unterstützung ein weiterer Hochseeschlepper, die Lloydsman mit 10.000 PS angespannt. Der Schleppzug war bis dahin auf 38 Grad Süd oder circa 300 Seemeilen vom Kap der Guten Hoffnung abgetrieben. Die Wolraad Woltemade und die Lloydsman schleppten die havarierte Venoil dann in Richtung Port Elizabeth. Am 31. Dezember erreichte der Schleppzug zunächst die Ankerposition in der Algoa Bay bei Port Elizabeth.
Hier wurde die 250.000-t-Ölladung der Venoil in einer der größten jemals auf See durchgeführten Transshipment-Aktionen auf den Shell-Tanker Litiopia umgeladen. Die Operation dauerte vom 4. bis 7. Januar 1978.
Mitte Januar 1978 verließ die Venoil Algoa Bay in Richtung Japan, um dort wie die Venpet Reparaturen durchführen zu lassen.

## Ölteppich
Sowohl der Kapitän der Boltentor als auch der Kapitän der Wolraad Woltemade berichteten von einem Ölteppich um die Venoil. Von beiden Havaristen seien laut Generalplan etwa 26.300 m³ Öl ins Meer gelangt. „Die See stand in Flammen“ berichtete ein Artikel der Westfälischen Nachrichten am 17. Dezember 1977 zu einem Bild der Venpet.
Vor dem Einsatz der Schlepper trieb die Venoil nicht wie vermutet mit dem Agulhasstrom die Küste abwärts in Richtung Kap der Guten Hoffnung, sondern querab nach Norden in Richtung Küste zwischen Mossel Bay und Port Elizabeth. Die gleiche Driftrichtung nahmen das Bunkeröl der Venpet und das Rohöl der Venoil. An der Küste driftete das Öl mit dem Neerstrom in Richtung Nordosten zum Kap St. Francis.
Am 18. Dezember 1977 ging die südafrikanische Zeitung Eastern Province Herald noch von einer „geringen Gefahr von Ölverschmutzung“ aus, weil beide Havaristen in Schlepp genommen worden seien. Der Direktor des 80 km langen Tsititsikama-Küstenparks wurde zitiert, dass keine Anzeichen von Öl zu sehen seien. Tatsächlich aber trieben das Öl der Venoil und der Venpet als Schweröl- und Emulsionsteppich unerkannt unter der Meeresoberfläche quer zur allgemeinen Strömung des Agulhasstroms in Richtung südafrikanische Südküste bei Mossel Bay und dort dann mit dem Neerstrom küstenparallel nach Nordosten zum Kap St. Francis. Noch am 29. Dezember 1977, als die Venpet längst vor Anker in der Algoa Bay lag, berichtete der Herald über „keine Anzeichen von Schweröl“. Am 31. Dezember 1977 vermeldete die Zeitung Evening Post, dass die Touristen die Küste wegen schwerster Ölverschmutzungen fluchtartig verließen und dass die Weihnachtsferien ein schnelles Ende fänden. Insgesamt breitete sich der Ölteppich über eine Länge von 140 km aus. Man versuchte, die Flüsse und Buchten mit Barrieren und Strohballen zu sichern – mit geringer Wirkung. Fünf kleine Ölbekämpfungsschiffe der Küstenwache (Kuswag) versuchten das Öl mit Dispergatoren zu bekämpfen. Ohne Erfolg, da sich das Öl aufgrund der Meeresbewegung bereits in eine Emulsion (Mousse) gewandelt hatte, bei der Dispergatoren nicht wirksam sind.
Eine südafrikanische Zeitschrift schrieb 1978 „Öl, das neue Menetekel der Meere“. Bis heute stellt sich immer wieder die Frage, wie man schnellstmöglich der Gefahr einer Ölpest durch einen bei heftigen Wind-, See-, Dünungs- und Strömungsbedingungen auf Land zutreibenden Ölteppich begegnet, wenn alle herkömmlichen Maßnahmen nicht wirken. In Konsequenz waren damals folgende Strategien der Ölbekämpfung weitestgehend unwirksam:
- Die Verdunstung und die Verbrennung waren im Fall der Venoil und Venpet keine aktiven Strategien, da leichtflüchtige Teile des Öls sofort nach der Kollision von selbst verdunsteten und verbrannten.
- Das Nichtstun, weil das Öl, aus der Luft nicht sichtbar, unter der Meeresoberfläche vertrieb, ähnlich dem Fall Baltic Carrier in der Ostsee.
- Das Einsammeln mit Schlängeln und Skimmern vor der Küste, weil der beständige starke Seegang dies verhinderte.
- Der Einsatz von Dispergatoren aufgrund der Nichtwirksamkeit bei Schweröl und Mousse in der Brandung.
- An der  Küste mussten daher konventionelle physische Maßnahmen wie das Einsammeln mit Bagger und Schaufeln und das Abpumpen in abgesperrten Flussmündungen eingesetzt werden. Vom Einsatz von Dispergatoren an der Küste sah man wegen ihrer Giftigkeit ab.

## Naturverhältnisse an der Süd- und Ostküste Südafrikas
Das Seegebiet, das Agulhas Plateau, an der südafrikanischen Südküste vom Kap der Guten Hoffnung bis Port Elizabeth ist bekannt für außergewöhnliche geologische, meteorologische und ozeanographische Bedingungen.
Der Region Ostkap zwischen dem Kap der guten Hoffnung und Durban ist ein großer Bereich des Kontinentalschelf, das Agulhas Plateaus vorgelagert. Dieses Plateau ist öl- und gashöffig. Deshalb wurden damals Erkundungsbohrungen abgeteuft, die zu Gasfunden führten, die später mittels einer Gasverflüssigungsanlage in Mossel Bay zur wirtschaftlichen Verwertung führten.
Weit aus dem Südmeer kommend treffen hohe Dünungswellen auf das Agulhasplateu und bauen sich hier oftmals zu Wellenhöhen von 20 und mehr Metern auf. Das Seegebiet beim Kap St. Francis ist unter Surfern als Hot Spot mit der manchmal perfekten Welle bekannt.
Zugleich ist das Seegebiet zwischen dem Kap der guten Hoffnung und Durban bekannt für aus dem Südmeer kommende heftige Stürme, die, wenn sie gegen den Südwest setzenden Agulhas-Strom treffen, zu großen Wellen, manchmal zu Monsterwellen führen.
Um die Liste der natürlichen Besonderheiten vollständig zu machen, setzt hier auf dem Agulhas-Plateau der mit bis zu 6 Knoten sitzenden Agulhas-Strom. Dieser entsteht aus dem Madagascar-Strom und verstärkt sich vor der südafrikanischen Küste um einerseits beim Kap der Guten Hoffnung in den Benguela-Strom an der Westküste Südafrikas einzumünden. Im Süden des Kaps der Guten Hoffnung biegt der Agulhas-Strom zum Gegenstrom entlang der Schelfgrenze um.
Wie bei Inlandsflüssen auch, formt sich nahe der Küste ein Neerstrom, ebenfalls ein Gegenstrom. Dieser wird von in Ballast fahrenden Tankern in Richtung Persischer Golf genutzt, um die starke Hauptströmung des Agulhas-Stromes zu vermeiden.
An der Grenze zwischen Hauptstrom und Neerstrom bilden sich zeitlich lang anhaltende und starke Meereswirbel, im Englischen Eddies genannt.

## Naturverhältnisse während der Bergung
Während der Bergung kamen alle ozeanographischen und meteorologischen Phänomene an unterschiedlichen Tagen zum Tragen.
Die vollbeladene Venoil fuhr im Neerstrom nordostwärts während die beballastete Venpet den südwestwärts sitzenden Agulhas-Strom nutzte.
Trotz der vorherrschenden Strömungsverhältnisse drifteten beide Schiffe quer zu allgemeinen Strömungen mit bis zu einem Knoten (eine Seemeile pro Stunde) nach Norden auf die südafrikanische Küste zu. Anfangs war die Smit-Lloyd-109 noch mit dem Löschen der Feuer beschäftigt. Als die Feuer gelöscht waren, war die Venpet bis auf 4 Seemeilen an die Küste herangedriftet. Hier nahm die Smit-Lloyd-109 die Venpet in Schlepp, um diese am 17. Dezember 1977 an die Boltentor zu übergeben.
Die Venoil war gegen Mitternacht des 16. Dezember 1977 bereits 20 Seemeilen vom Kollisionsort Richtung Küste vertrieben. Um ein Öldesaster mit mehr als 250.000 m³ Öl an der Küste zu vermeiden, nahm die Boltentor hier die Venoil in Schlepp. Am Vormittag des 17. Dezember 1977 wurde die Boltentor von der Wolraad Woltemade abgelöst.

### Starker Agulhas-Strom
Trotz der überaus großen Schleppkraft der Wolraad Woltemade wurde die Venoil bis ca. 300 Seemeilen südlich des Kaps der Guten Hoffnung abgetrieben.

### Querstrom und Neerstrom
Zwischenzeitlich war das aus den Tankern ausgetretenen Öl quer zu Strömungsrichtung und von Flugzeugen aus nicht sichtbar an die Küste und dort mit dem Neerstrom in Richtung Kap St. Francis getrieben.

### Starke Strömungswirbel (Eddies)
Sowohl die Boltentor als auch die Wolraad Woltemade machten die Erfahrung, dass ihre Schleppanhänge bis zu 90 Grad zur Seite ausscherten. Es ist zu vermuten, dass dieses Ausscheren durch die Eddies verursacht wurde. Im Schiffstagebuch der Boltentor wurde z. B. am 19. Dezember 1977 äußerst heftiges bisher nicht bekanntes Ausscheren vermerkt.

### Starke Seen durch Strömung und Wind
Beide Schlepper erfuhren während der Zeit der Bergung starke Seen, hervorgerufen durch einander entgegenstehenden Wind und Strom.

### Hohe Dünung
Am 21. Dezember 1977 befand sich die Boltentor acht Stunden lang in bis zu „zwanzig Meter hoher Dünung“ aus südlicher Richtung. Durch das hohe up and down und das dadurch bedingte Schlagen der Schleppleine wurde ihr Hecktor beschädigt.

## Untersuchung
Die offizielle Untersuchung, die im November 1985 von der liberianischen Schifffahrtsbehörde veröffentlicht wurde, kam zu dem Schluss, dass die Kollision durch eine unzureichende Radarüberwachung verursacht wurde. Obwohl sich beide Schiffe gegenseitig auf dem Radar beobachteten, hatten sie trotz der schlechten Sichtverhältnisse und ohne Berücksichtigung von Radarfehlern, insbesondere bei der Entfernung und Peilung, einen niedrigen Radar-CPA (closest point of approach) von einer Meile angenommen. Die Kollision von Venoil und Venpet weist Ähnlichkeiten zur Kollision der beiden Passagierschiffe Andrea Doria und Stockholm im dichten Nebel im Atlantik südlich von Nantucket Island auf. Die Ursache für beide Unfälle waren „missglückte Manöver des letzten Augenblicks“. Nach der Kollision lag das Ruder der Venpet „hart Steuerbord“. Die Tanker konnten die Kollision nicht vermeiden.

## Verbleib der Tanker
Die Venoil erfuhr zwei Namensänderungen: 1981 wurde sie in Resolute und 1983 in Opportunity umbenannt. Sie wurde im Oktober 1984 zum Abwracken nach Ulsan, Südkorea, gebracht. Ihre Schwester Venpet wurde 1980 in Alexander The Great umgetauft. Im Juni 1984 wurde sie von einer irakischen Exocet-Rakete getroffen, während sie am Kharg-Island-Ölterminal lag. Das große Ausmaß der Beschädigung führte zu ihrer Verschrottung, die im Oktober desselben Jahres in Kaohsiung, Taiwan, erfolgte.

## Rezeption
Die Kollision wurde von der Presse, unter anderem von der New York Times, als „teuerster Handshake der Welt“ bezeichnet. Die südafrikanische Zeitung The Sunday Telegraph schrieb hierzu „The world's biggest maritime disaster in terms of tonnage“, die Westfälische Rundschau „Zwei Supertanker treiben führerlos im Flammenmeer“.
Eine Dissertation der World Maritime University kommt zu dem Schluss, dass beide Schiffe ungenügend Ausguck hielten und bei der frontalen Begegnung die falschen Manöver einleiteten. Tatsächlich lag das Ruder der in Ballast fahrenden Venpet hart Steuerbord, sodass von einem zu späten „Manöver des letzten Augenblicks“ auszugehen ist.